# New Castle (Pensilvânia)
New Castle é uma cidade localizada no estado norte-americano de Pensilvânia, no Condado de Lawrence.

## Demografia
Segundo o censo norte-americano de 2000, a sua população era de 26.309 habitantes.
Em 2006, foi estimada uma população de 24.732, um decréscimo de 1577 (-6.0%).

## Geografia
De acordo com o United States Census Bureau tem uma área de 22,2 km², dos quais 22,1 km² cobertos por terra e 0,1 km² cobertos por água.

## Localidades na vizinhança
O diagrama seguinte representa as localidades num raio de 16 km ao redor de New Castle.